# Cráter de Monturaqui
Monturaqui es un cráter de impacto producido por el choque de un meteorito en Chile, descubierto por Joaquín Sánchez Rojas en 1962. Está localizado al sur del Salar de Atacama, en la Región de Antofagasta a 3000 m s. n. m.
El cráter tiene forma ligeramente ovalada de 350-370 m de diámetro y 34 m de profundidad. Se estima que el impacto que creó el cráter ocurrió hace aproximadamente 660 000 años, durante el Pleistoceno. El meteorito responsable de este impacto era metálico con alto contenido de hierro y niquel. de un tamaño estimado en 15 metros.

## Descripción
Representa la única estructura de impacto astroblema (cráter de impacto), confirmada y de mayor tamaño de Chile dentro de su tipo, el mejor conservado y una de las pocas reconocidas de Sudamérica. Fue producido por el choque de un fragmento metálico desprendido del núcleo de un planetoide cuya potencia fue equivalente a 2,2 bombas atómicas como las detonadas en Hiroshima. A raíz de ese impacto ocurrido hace unos 660 000 años al sur del salar de Atacama, el meteorito y la roca local se vaporizaron y fueron arrojados hacia la periferia del cráter donde se solidificaron formando las impactitas. Estas últimas son las que se estudian para establecer el origen del cráter y la composición del meteorito. 